# Leoni per agnelli
(Janine Roth / Meryl Streep dai dialoghi del film)
Leoni per agnelli (Lions for Lambs) è un film del 2007 diretto da Robert Redford. È il primo film prodotto dalla coppia Cruise/Wagner con la United Artists, associata con la Metro-Goldwyn-Mayer.

## Trama
Nella trama si intrecciano tre storie che si svolgono contemporaneamente, ma in tre luoghi e contesti differenti. Alla West Coast University il Professor Malley cerca di risvegliare il potenziale di Todd Hayes, un brillante studente apparentemente ormai disinteressato e disilluso. A Washington l'ambizioso Senatore Irving rivela, durante un'intervista della giornalista Janine Roth, un nuovo piano di guerra, descritto come risolutivo. La giornalista appare da subito scettica nei confronti dell'ottimismo del politico, arrivando a paragonare tale strategia a quella intrapresa durante la guerra in Vietnam. In Afghanistan Ernest e Arian, due soldati statunitensi, partecipano all'operazione descritta da Irving. Attraverso dei flashback si scopre che i due soldati erano due studenti del Professor Malley e che hanno deciso di arruolarsi durante lo svolgimento di un progetto per il corso, con la volontà di rinnovare la nazione una volta rientrati dalla guerra.

## Titolo
Il titolo è una metafora usata per descrivere polemicamente il concetto di eroici soldati agli ordini di comandanti inetti. Viene riportata dal personaggio di Redford, che ricorda un comandante tedesco, il quale lodava le gesta dei soldati inglesi, ma disprezzava la loro leadership ("Mai visti simili leoni comandati da simili agnelli").